# Movileni, Botoșani
Movileni este un sat în comuna Concești din județul Botoșani, Moldova, România.

Movileni pe harta toponimică a Hudeștiului

 Acest articol despre o localitate din județul Botoșani este deocamdată un ciot. Puteți ajuta Wikipedia prin completarea lui.